# Romeinse villa Can Terrers
De Romeinse villa Can Terrers, soms ook geschreven Can Terrés is een archeologische vindplaats met opgravingen van een landelijke Romeinse villa met thermen in de gemeente La Garriga, halverwege tussen Barcelona en Vic. De totale oppervlakte bedraag ongeveer 3500 vierkante meter.
De bouw werd begonnen in de eerste eeuw voor onze jaartelling en de villa is in gebruik gebleven tot de vijfde eeuw. Het gebouw was ongeveer tweehonderd vierkante meter groot. Door zijn goede staat van bewaring is het een van de relevantste landelijke nederzettingen uit de Romeinse tijd in Catalonië. In 1976-77 werden de thermen opgegravan: de overblijfselen tonen de typische onderdelen van een Romeins bad de kleedkamer of apodyterium, het tepidarium, het caldarium, het sudatorium, het frigidarium en ten slotte de stookplaats (praefurnium) van het hypocaustum. Een tweede campagne begon in 1983. Daarnaast zijn er nog sporen van een kleine aquaduct en van ovens.
Het was ook belangrijk centrum voor de wijnproductie die tot in het huidige Italië, Griekenland en Egypte werd verkocht.
Het ensemble dat vrij toegangelijk is voor het publiek heeft sterk geleden onder onzorgzame bezoekers en de verwering. Op 9 april 2001 werd het archeologische ensemble tot cultureel erfgoed van nationaal belang verklaard door de Catalaanse regering. 